# موگداب
موگداب (به لاتین: Mugdab) یک منطقهٔ مسکونی در روسیه است که در داغستان واقع شده‌است.